# トワイライトゲームス
トワイライト・ゲームスは、関東学生陸上競技連盟が主催して行う陸上競技大会。2004年に第1回大会が開催された。会場は横浜国際総合競技場。2017年大会までは渋谷区の代々木公園陸上競技場で開催されていた。

## 概要
関東学連の2大イベントと言えば箱根駅伝と関東学生陸上競技対校選手権大会（関東インカレ）だが、実際には全国ネットのテレビ中継があって知名度も高い箱根駅伝の存在が大きい。また箱根駅伝の人気が高まるにつれて新たに強化に乗り出す大学が急増してきたが、これらの大学の多くが駅伝を中心とした中長距離のみの強化に偏り、トラック&フィールド全般の強化が疎かになりがちという問題点（駅伝偏重）も指摘されていた。そこで2002年の箱根駅伝予選会から参加校を増やす代わりに関東インカレの成績を反映させる方式を導入した。しかし「純粋な競走なのに他の大会の結果によって順位が入れ替わるのはおかしい」という反対論も多く、「そんなに駅伝偏重と問題視するぐらいならインカレを魅力あるものにするべきだ」という声に結びついていく。
そこで関東学連もトラック&フィールドの強化や普及に乗り出した。そこで各種目のトップ選手を6月から7月にかけてヨーロッパに派遣している。そして普及の点で浮上したのがこのトワイライトゲームスである。「真夏の夜にビールでも飲みながら気軽に陸上競技の試合を楽しんでもらおう」をコンセプトに、サッポロビール（2003年までは現在のサッポロホールディングス）、ミズノ、敷島製パン、本田技研工業と箱根駅伝の協賛各社を再びスポンサーとして取り付けた。
こうして2004年の7月に第1回大会の開催となる。出場者には当年の関東インカレの優勝者や入賞者、OB・OGで実業団で活躍する選手、箱根駅伝で活躍した選手も招待されている。会場が手狭な為、一般の観客は事前に葉書による抽選方式をとっている。しかし実際には小さな陸上競技場に観客や選手があふれるような感じになり、むしろ盛り上がっているようである。また参加選手の交通費は全額支給、優秀選手には副賞が出るなど、参加選手のモチベーションアップにも寄与している。
しかし同時期には大学の定期試験や日本学生陸上競技対校選手権大会（日本インカレ）もあり、また気象条件も反映されたのか、2005年は開催時期を9月上旬に移して行われた。最近では学生新記録が出るなど盛り上がりを見せている。歴史の浅い大会ゆえ、知名度は低いが、陸上競技専門誌などでは紙面を割かれるようになり、地道な努力が報われている。